# Estadio La Congeladora
El Estadio La Congeladora, conocido simplemente como La Congeladora, es un estadio de fútbol americano con capacidad para 5,000 personas ubicado en Toluca, México, dentro de las instalaciones del Tecnológico de Monterrey Campus Toluca. El estadio, construido en 2001, es la casa de los representativos de fútbol y fútbol americano de los Borregos Toluca.
En abril de 2014 el estadio fue remodelado, remplazando la superficie de césped sintético del campo, originalmente color verde, por pasto color azul, representativo de la institución, convirtiéndose en el primer y único estadio de fútbol americano en México tener césped artificial de color.
En 2017, La Congeladora fue sede del Tazón de Campeones 2017 entre los campeones de la ONEFA, Pumas CU y Borregos Toluca, monarcas de la CONADEIP.